# Grupp 7 i kvalspelet till Europamästerskapet i fotboll för damer 2013
Grupp 7 i kvalspelet till Europamästerskapet i fotboll för damer 2013 var en av sju kvalificeringsgrupper till Fotbolls-EM och som spelades mellan 17 september 2011 och 19 september 2012. I gruppen spelade Armenien, Danmark, Portugal, Tjeckien och Österrike.
Vinnaren av gruppen gick direkt vidare till EM-turneringen 2013 medan grupptvåan gick vidare till playoffspel.

## Tabell
| Nr | Lag       | S | V | O | F | GM | IM | MS  | P  |
| -- | --------- | - | - | - | - | -- | -- | --- | -- |
| 1  | Danmark   | 8 | 7 | 0 | 1 | 28 | 3  | +25 | 21 |
| 2  | Österrike | 8 | 6 | 1 | 1 | 16 | 9  | +7  | 19 |
| 3  | Tjeckien  | 8 | 4 | 1 | 3 | 16 | 9  | +7  | 13 |
| 4  | Portugal  | 8 | 2 | 0 | 6 | 16 | 13 | +3  | 6  |
| 5  | Armenien  | 8 | 0 | 0 | 8 | 2  | 44 | −42 | 0  |

## Matcher
|             | 17 september 2011 | Armenien | 0 – 8           | Portugal | MIKA Sport Complex                                   |                                                      |
| 16:00 UTC+4 | 16:00 UTC+4       |          | (0 – 3) Rapport | 2′ Carolina Mendes 7′, 59′ Andrea Rodrigues 45+2′, 53′ Edite Fernandes 63′ Melissa Antunes 70′ (str.) Carla Couto 84′ Laura Luis | Jerevan Publik: 500 Domare: Esther Azzopardi (Malta) | Jerevan Publik: 500 Domare: Esther Azzopardi (Malta) |
| 16:00 UTC+4 | 16:00 UTC+4       |          |                 | | Jerevan Publik: 500 Domare: Esther Azzopardi (Malta) | Jerevan Publik: 500 Domare: Esther Azzopardi (Malta) |
| 16:00 UTC+4 | 16:00 UTC+4       |          |                 | | Jerevan Publik: 500 Domare: Esther Azzopardi (Malta) | Jerevan Publik: 500 Domare: Esther Azzopardi (Malta) |

|             | 17 september 2011 | Österrike             | 1 – 1           | Tjeckien       | Voralpenstadion                                               |                                                               |
| 17:00 UTC+2 | 17:00 UTC+2       | Marlies Hanschitz 60′ | (0 – 0) Rapport | 55′ Iva Mocová | Vöcklabruck Publik: 700 Domare: Cristina Dorcioman (Rumänien) | Vöcklabruck Publik: 700 Domare: Cristina Dorcioman (Rumänien) |
| 17:00 UTC+2 | 17:00 UTC+2       |                       |                 |                | Vöcklabruck Publik: 700 Domare: Cristina Dorcioman (Rumänien) | Vöcklabruck Publik: 700 Domare: Cristina Dorcioman (Rumänien) |
| 17:00 UTC+2 | 17:00 UTC+2       |                       |                 |                | Vöcklabruck Publik: 700 Domare: Cristina Dorcioman (Rumänien) | Vöcklabruck Publik: 700 Domare: Cristina Dorcioman (Rumänien) |

|             | 21 september 2011 | Armenien | 0 – 5           | Danmark                                                                                              | MIKA Sport Complex                                 |                                                    |
| 16:00 UTC+4 | 16:00 UTC+4       |          | (0 – 2) Rapport | 4′ Kristine Petersen 29′ Sanne Troelsgaard 49′ Pernille Harder 72′ Line Jensen 90+3′ Theresa Nielsen | Jerevan Publik: 302 Domare: Lilach Asulin (Israel) | Jerevan Publik: 302 Domare: Lilach Asulin (Israel) |
| 16:00 UTC+4 | 16:00 UTC+4       |          |                 | | Jerevan Publik: 302 Domare: Lilach Asulin (Israel) | Jerevan Publik: 302 Domare: Lilach Asulin (Israel) |
| 16:00 UTC+4 | 16:00 UTC+4       |          |                 | | Jerevan Publik: 302 Domare: Lilach Asulin (Israel) | Jerevan Publik: 302 Domare: Lilach Asulin (Israel) |

|             | 22 oktober 2011 | Tjeckien           | 1 – 0           | Portugal | Spartak Pisek                                       |                                                     |
| 15:00 UTC+2 | 15:00 UTC+2     | Petra Divišová 65′ | (0 – 0) Rapport |          | Písek Publik: 520 Domare: Sofia Karagiorgi (Cypern) | Písek Publik: 520 Domare: Sofia Karagiorgi (Cypern) |
| 15:00 UTC+2 | 15:00 UTC+2     |                    |                 |          | Písek Publik: 520 Domare: Sofia Karagiorgi (Cypern) | Písek Publik: 520 Domare: Sofia Karagiorgi (Cypern) |
| 15:00 UTC+2 | 15:00 UTC+2     |                    |                 |          | Písek Publik: 520 Domare: Sofia Karagiorgi (Cypern) | Písek Publik: 520 Domare: Sofia Karagiorgi (Cypern) |

|             | 22 oktober 2011 | Danmark                         | 3 – 0           | Österrike | Vejle Stadion                                         |                                                       |
| 19:30 UTC+2 | 19:30 UTC+2     | Pernille Harder 32′, 41′, 90+2′ | (2 – 0) Rapport |           | Vejle Publik: 1 695 Domare: Efthalia Mitsi (Grekland) | Vejle Publik: 1 695 Domare: Efthalia Mitsi (Grekland) |
| 19:30 UTC+2 | 19:30 UTC+2     |                                 |                 |           | Vejle Publik: 1 695 Domare: Efthalia Mitsi (Grekland) | Vejle Publik: 1 695 Domare: Efthalia Mitsi (Grekland) |
| 19:30 UTC+2 | 19:30 UTC+2     |                                 |                 |           | Vejle Publik: 1 695 Domare: Efthalia Mitsi (Grekland) | Vejle Publik: 1 695 Domare: Efthalia Mitsi (Grekland) |

|             | 26 oktober 2011 | Österrike                                                   | 3 – 0           | Armenien | Murinselstadion                                               |                                                               |
| 15:30 UTC+2 | 15:30 UTC+2     | Laura Feiersinger 17′ Daniela Tasch 40′ Maria Gstöttner 70′ | (2 – 0) Rapport |          | Bruck an der Mur Publik: 614 Domare: Monika Mularczyk (Polen) | Bruck an der Mur Publik: 614 Domare: Monika Mularczyk (Polen) |
| 15:30 UTC+2 | 15:30 UTC+2     |                                                             |                 |          | Bruck an der Mur Publik: 614 Domare: Monika Mularczyk (Polen) | Bruck an der Mur Publik: 614 Domare: Monika Mularczyk (Polen) |
| 15:30 UTC+2 | 15:30 UTC+2     |                                                             |                 |          | Bruck an der Mur Publik: 614 Domare: Monika Mularczyk (Polen) | Bruck an der Mur Publik: 614 Domare: Monika Mularczyk (Polen) |

|             | 26 oktober 2011 | Portugal | 0 – 3           | Danmark                                                          | Estádio Cidade de Barcelos                            |                                                       |
| 15:00 UTC+1 | 15:00 UTC+1     |          | (0 – 1) Rapport | 13′ Nanna Christiansen 77′ Kristine Petersen 87′ Theresa Nielsen | Barcelos Publik: 612 Domare: Esther Staubli (Schweiz) | Barcelos Publik: 612 Domare: Esther Staubli (Schweiz) |
| 15:00 UTC+1 | 15:00 UTC+1     |          |                 |                                                                  | Barcelos Publik: 612 Domare: Esther Staubli (Schweiz) | Barcelos Publik: 612 Domare: Esther Staubli (Schweiz) |
| 15:00 UTC+1 | 15:00 UTC+1     |          |                 |                                                                  | Barcelos Publik: 612 Domare: Esther Staubli (Schweiz) | Barcelos Publik: 612 Domare: Esther Staubli (Schweiz) |

|             | 19 november 2011 | Portugal | 0 – 1           | Österrike             | Estádio Municipal de Pombal                           |                                                       |
| 18:00 UTC±0 | 18:00 UTC±0      |          | (0 – 1) Rapport | 13′ Laura Feiersinger | Pombal Publik: 1 000 Domare: Linn Andersson (Sverige) | Pombal Publik: 1 000 Domare: Linn Andersson (Sverige) |
| 18:00 UTC±0 | 18:00 UTC±0      |          |                 |                       | Pombal Publik: 1 000 Domare: Linn Andersson (Sverige) | Pombal Publik: 1 000 Domare: Linn Andersson (Sverige) |
| 18:00 UTC±0 | 18:00 UTC±0      |          |                 |                       | Pombal Publik: 1 000 Domare: Linn Andersson (Sverige) | Pombal Publik: 1 000 Domare: Linn Andersson (Sverige) |

|             | 20 november 2011 | Tjeckien | 5 – 0           | Armenien | Pod Lipou stadion                                                   |                                                                     |
| 13:30 UTC+1 | 13:30 UTC+1      | Irena Martínková 3′ Jana Sedláčková 6′ Lucie Martínková 11′ Veronika Hoferková 70′ Adéla Pivoňková 90+1′ (str.) | (3 – 0) Rapport |          | Roudnice nad Labem Publik: 342 Domare: Eleni Lampadariou (Grekland) | Roudnice nad Labem Publik: 342 Domare: Eleni Lampadariou (Grekland) |
| 13:30 UTC+1 | 13:30 UTC+1      | |                 |          | Roudnice nad Labem Publik: 342 Domare: Eleni Lampadariou (Grekland) | Roudnice nad Labem Publik: 342 Domare: Eleni Lampadariou (Grekland) |
| 13:30 UTC+1 | 13:30 UTC+1      | |                 |          | Roudnice nad Labem Publik: 342 Domare: Eleni Lampadariou (Grekland) | Roudnice nad Labem Publik: 342 Domare: Eleni Lampadariou (Grekland) |

|             | 23 november 2011 | Danmark | 11 – 00 | Armenien | Vejle Stadion                                      |                                                    |
| 18:15 UTC+1 | 18:15 UTC+1      | Sanne Troelsgaard 3′, 24′, 53′ Line Røddik Hansen 28′, 86′ Pernille Harder 36′, 44′, 88′ Nanna Christiansen 42′ Katrine Pedersen 58′ Julie Rydahl Bukh 90+2′ | Rapport |          | Vejle Publik: 1 813 Domare: Anja Kunick (Tyskland) | Vejle Publik: 1 813 Domare: Anja Kunick (Tyskland) |
| 18:15 UTC+1 | 18:15 UTC+1      | |         |          | Vejle Publik: 1 813 Domare: Anja Kunick (Tyskland) | Vejle Publik: 1 813 Domare: Anja Kunick (Tyskland) |
| 18:15 UTC+1 | 18:15 UTC+1      | |         |          | Vejle Publik: 1 813 Domare: Anja Kunick (Tyskland) | Vejle Publik: 1 813 Domare: Anja Kunick (Tyskland) |

|             | 15 februari 2012 | Portugal                                                                                                   | 6 – 0           | Armenien | Estádio Municipal do Cartaxo                                       |                                                                    |
| 15:00 UTC±0 | 15:00 UTC±0      | Laura Luis 30′ Carole Costa 35′ Cláudia Neto 46′ Andrea Rodrigues 58′ Melissa Antunes 62′ Sónia Matias 67′ | (2 – 0) Rapport |          | Cartaxo Publik: 800 Domare: Marija Margareta Damjanović (Kroatien) | Cartaxo Publik: 800 Domare: Marija Margareta Damjanović (Kroatien) |
| 15:00 UTC±0 | 15:00 UTC±0      | |                 |          | Cartaxo Publik: 800 Domare: Marija Margareta Damjanović (Kroatien) | Cartaxo Publik: 800 Domare: Marija Margareta Damjanović (Kroatien) |
| 15:00 UTC±0 | 15:00 UTC±0      | |                 |          | Cartaxo Publik: 800 Domare: Marija Margareta Damjanović (Kroatien) | Cartaxo Publik: 800 Domare: Marija Margareta Damjanović (Kroatien) |

|             | 31 mars 2012 | Portugal                                 | 2 – 5           | Tjeckien                                                                     | Estádio João Cardoso                                   |                                                        |
| 16:00 UTC+1 | 16:00 UTC+1  | Andrea Rodrigues 20′ Carolina Mendes 71′ | (1 – 4) Rapport | 13′, 27′, 36′ (str.) Irena Martínková 45′ Petra Divišová 53′ Adéla Pivoňková | Tondela Publik: 620 Domare: Floarea Ionescu (Rumänien) | Tondela Publik: 620 Domare: Floarea Ionescu (Rumänien) |
| 16:00 UTC+1 | 16:00 UTC+1  |                                          |                 |                                                                              | Tondela Publik: 620 Domare: Floarea Ionescu (Rumänien) | Tondela Publik: 620 Domare: Floarea Ionescu (Rumänien) |
| 16:00 UTC+1 | 16:00 UTC+1  |                                          |                 |                                                                              | Tondela Publik: 620 Domare: Floarea Ionescu (Rumänien) | Tondela Publik: 620 Domare: Floarea Ionescu (Rumänien) |

|             | 1 april 2012 | Armenien                            | 2 – 4           | Österrike                                   | Mika Stadium                                             |                                                          |
| 15:00 UTC+4 | 15:00 UTC+4  | Gohar Armenyan 7′ Ani Ghukasyan 10′ | (2 – 3) Rapport | 21′, 35′, 59′ Nina Burger 27′ Cornelia Haas | Jerevan Publik: 120 Domare: Aneliya Sinabova (Bulgarien) | Jerevan Publik: 120 Domare: Aneliya Sinabova (Bulgarien) |
| 15:00 UTC+4 | 15:00 UTC+4  |                                     |                 |                                             | Jerevan Publik: 120 Domare: Aneliya Sinabova (Bulgarien) | Jerevan Publik: 120 Domare: Aneliya Sinabova (Bulgarien) |
| 15:00 UTC+4 | 15:00 UTC+4  |                                     |                 |                                             | Jerevan Publik: 120 Domare: Aneliya Sinabova (Bulgarien) | Jerevan Publik: 120 Domare: Aneliya Sinabova (Bulgarien) |

|             | 4 april 2012 | Tjeckien | 0 – 2           | Danmark                              | FK Viktoria Stadion                                |                                                    |
| 15:30 UTC+2 | 15:30 UTC+2  |          | (0 – 1) Rapport | 35′ Katrine Veje 53′ Pernille Harder | Prag Publik: 886 Domare: Kateryna Monzul (Ukraina) | Prag Publik: 886 Domare: Kateryna Monzul (Ukraina) |
| 15:30 UTC+2 | 15:30 UTC+2  |          |                 |                                      | Prag Publik: 886 Domare: Kateryna Monzul (Ukraina) | Prag Publik: 886 Domare: Kateryna Monzul (Ukraina) |
| 15:30 UTC+2 | 15:30 UTC+2  |          |                 |                                      | Prag Publik: 886 Domare: Kateryna Monzul (Ukraina) | Prag Publik: 886 Domare: Kateryna Monzul (Ukraina) |

|             | 5 april 2012 | Österrike             | 1 – 0           | Portugal | Stadion Wiener Neustadt                                             |                                                                     |
| 19:00 UTC+2 | 19:00 UTC+2  | Laura Feiersinger 85′ | (0 – 0) Rapport |          | Wiener Neustadt Publik: 3 115 Domare: Natalia Aleksakhina (Ukraina) | Wiener Neustadt Publik: 3 115 Domare: Natalia Aleksakhina (Ukraina) |
| 19:00 UTC+2 | 19:00 UTC+2  |                       |                 |          | Wiener Neustadt Publik: 3 115 Domare: Natalia Aleksakhina (Ukraina) | Wiener Neustadt Publik: 3 115 Domare: Natalia Aleksakhina (Ukraina) |
| 19:00 UTC+2 | 19:00 UTC+2  |                       |                 |          | Wiener Neustadt Publik: 3 115 Domare: Natalia Aleksakhina (Ukraina) | Wiener Neustadt Publik: 3 115 Domare: Natalia Aleksakhina (Ukraina) |

|             | 16 juni 2012 | Tjeckien                                  | 2 – 3           | Österrike                                                       | FK Viktoria Stadion                                         |                                                             |
| 16:00 UTC+2 | 16:00 UTC+2  | Irena Martínková 45+3′ Petra Divišová 86′ | (1 – 2) Rapport | 40′ (str.) Sarah Puntigam 45+5′ Nadine Prohaska 63′ Nina Burger | Prag Publik: 400 Domare: Christina Westrum Pedersen (Norge) | Prag Publik: 400 Domare: Christina Westrum Pedersen (Norge) |
| 16:00 UTC+2 | 16:00 UTC+2  |                                           |                 |                                                                 | Prag Publik: 400 Domare: Christina Westrum Pedersen (Norge) | Prag Publik: 400 Domare: Christina Westrum Pedersen (Norge) |
| 16:00 UTC+2 | 16:00 UTC+2  |                                           |                 |                                                                 | Prag Publik: 400 Domare: Christina Westrum Pedersen (Norge) | Prag Publik: 400 Domare: Christina Westrum Pedersen (Norge) |

|             | 20 juni 2012 | Danmark         | 1 – 0           | Tjeckien | Vejle Stadion                                             |                                                           |
| 19:30 UTC+2 | 19:30 UTC+2  | Nadia Nadim 55′ | (0 – 0) Rapport |          | Vejle Publik: 2 016 Domare: Silvia Tea Spinelli (Italien) | Vejle Publik: 2 016 Domare: Silvia Tea Spinelli (Italien) |
| 19:30 UTC+2 | 19:30 UTC+2  |                 |                 |          | Vejle Publik: 2 016 Domare: Silvia Tea Spinelli (Italien) | Vejle Publik: 2 016 Domare: Silvia Tea Spinelli (Italien) |
| 19:30 UTC+2 | 19:30 UTC+2  |                 |                 |          | Vejle Publik: 2 016 Domare: Silvia Tea Spinelli (Italien) | Vejle Publik: 2 016 Domare: Silvia Tea Spinelli (Italien) |

|             | 15 september 2012 | Österrike                                | 3 – 1           | Danmark           | NV Arena                                                         |                                                                  |
| 18:00 UTC+2 | 18:00 UTC+2       | Verena Aschauer 42′ Nina Burger 47′, 79′ | (1 – 0) Rapport | 90+2′ Nadia Nadim | Sankt Pölten Publik: 2 600 Domare: Alexandra Ihringova (England) | Sankt Pölten Publik: 2 600 Domare: Alexandra Ihringova (England) |
| 18:00 UTC+2 | 18:00 UTC+2       |                                          |                 |                   | Sankt Pölten Publik: 2 600 Domare: Alexandra Ihringova (England) | Sankt Pölten Publik: 2 600 Domare: Alexandra Ihringova (England) |
| 18:00 UTC+2 | 18:00 UTC+2       |                                          |                 |                   | Sankt Pölten Publik: 2 600 Domare: Alexandra Ihringova (England) | Sankt Pölten Publik: 2 600 Domare: Alexandra Ihringova (England) |

|             | 19 september 2012 | Armenien | 0 – 2           | Tjeckien                                     | Vazgen Sargsian Republikanstadion                           |                                                             |
| 16:00 UTC+4 | 16:00 UTC+4       |          | (0 – 1) Rapport | 13′ Markéta Ringelová 66′ Nikola Danihelková | Jerevan Publik: 275 Domare: Sjoukje de Jong (Nederländerna) | Jerevan Publik: 275 Domare: Sjoukje de Jong (Nederländerna) |
| 16:00 UTC+4 | 16:00 UTC+4       |          |                 |                                              | Jerevan Publik: 275 Domare: Sjoukje de Jong (Nederländerna) | Jerevan Publik: 275 Domare: Sjoukje de Jong (Nederländerna) |
| 16:00 UTC+4 | 16:00 UTC+4       |          |                 |                                              | Jerevan Publik: 275 Domare: Sjoukje de Jong (Nederländerna) | Jerevan Publik: 275 Domare: Sjoukje de Jong (Nederländerna) |

|             | 19 september 2012 | Danmark                                           | 2 – 0           | Portugal | Vejle Stadion                                     |                                                   |
| 18:00 UTC+2 | 18:00 UTC+2       | Pernille Harder 65′ Line Røddik Hansen 81′ (str.) | (0 – 0) Rapport |          | Vejle Publik: 2 521 Domare: Gyöngyi Gaál (Ungern) | Vejle Publik: 2 521 Domare: Gyöngyi Gaál (Ungern) |
| 18:00 UTC+2 | 18:00 UTC+2       |                                                   |                 |          | Vejle Publik: 2 521 Domare: Gyöngyi Gaál (Ungern) | Vejle Publik: 2 521 Domare: Gyöngyi Gaál (Ungern) |
| 18:00 UTC+2 | 18:00 UTC+2       |                                                   |                 |          | Vejle Publik: 2 521 Domare: Gyöngyi Gaál (Ungern) | Vejle Publik: 2 521 Domare: Gyöngyi Gaál (Ungern) |